# Waldfischbach-Burgalben

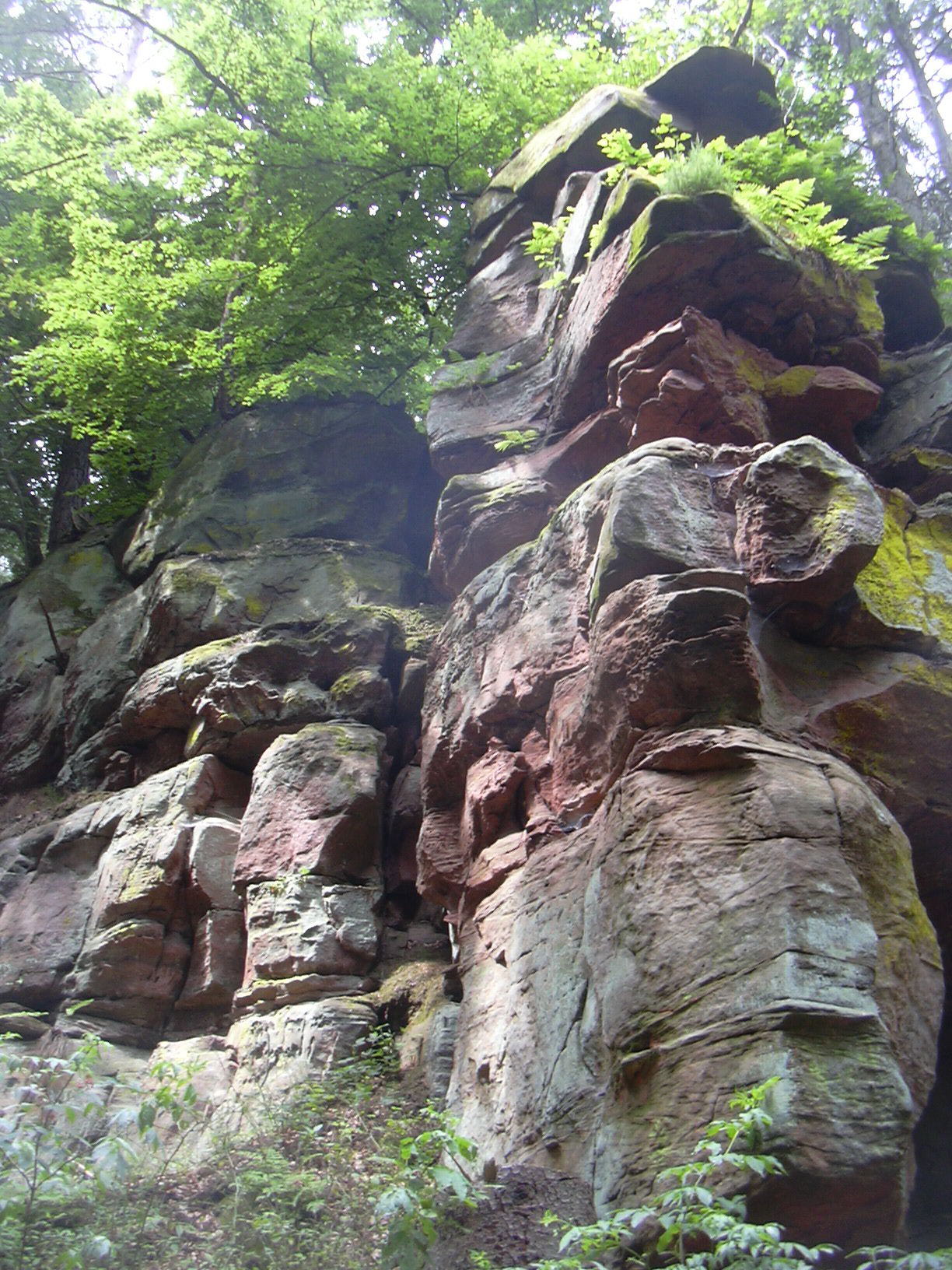
Buntsandsteinfelsen bei der Heidelsburg

Waldfischbach-Burgalben ist eine Ortsgemeinde im Landkreis Südwestpfalz in Rheinland-Pfalz, die 1969 durch Zusammenlegung der Gemeinden Waldfischbach und Burgalben entstand. Sie ist Sitz der gleichnamigen Verbandsgemeinde, der sie zusätzlich angehört. Gemessen an der Einwohnerzahl ist sie die viertgrößte Ortsgemeinde des Landkreises Südwestpfalz und die zweitgrößte, die kein Stadtrecht besitzt. Waldfischbach-Burgalben ist gemäß Landesplanung als Grundzentrum ausgewiesen.

## Geographie

### Lage
Die Gemeinde Waldfischbach-Burgalben liegt am westlichen Rand des Pfälzerwalds, einer Teilregion der Pfalz, zwischen den Städten Kaiserslautern und Pirmasens, im sogenannten Pfälzischen Holzland. Westlich schließt sich die Sickinger Höhe an. Die Gemeinde besteht aus dem im Süden gelegenen Ortsteil Burgalben und dem im Norden befindlichen Waldfischbach. Nachbargemeinden sind – im Uhrzeigersinn – Steinalben, Geiselberg, Heltersberg, Clausen, Donsieders, Höheinöd und Hermersberg.

### Erhebungen
Im Südosten der Gemarkung erheben sich zudem der Dreisommerberg und weiter nördlich der Galgenberg.

### Gewässer
Durch Waldfischbach-Burgalben fließen der Schwarzbach, der das nach ihm benannte Tal durchquert und die in ihn mündende Moosalbe. Weitere Nebenflüsse des Schwarzbaches sind vor Ort das Dinkelsbächel, das den Grenzverlauf zu Heltersberg markiert, der Dietersbach und der Klapperbach.

## Geschichte

### Waldfischbach
Waldfischbach wird 1182 als Vispach erwähnt. Nach dem Dreißigjährigen Krieg war es ausgestorben und später ein unbedeutender Bauernort. Es teilte die Geschichte des Holzlandes.
Nach dem Anschluss der Pfalz an Frankreich infolge des Übergreifens der Französischen Revolution wurde Waldfischbach Sitz des Kantons Waldfischbach mit 21 Gemeinden. Auch unter der anschließenden bayerischen Verwaltung blieb der Status als Kantonshauptort zunächst erhalten, und Waldfischbach entwickelte sich zu einem wirtschaftlichen Unterzentrum.

### Burgalben
1152 wurde Burgalba erwähnt. Es gehörte zeitweise mit Pirmasens zu Hessen-Darmstadt. Nach dem Tod von Landgraf Ludwig im Jahr 1790 verlor Burgalben viele Einwohner infolge der Auflösung der darmstädtischen Garnison. Anfang des 19. Jahrhunderts wurde Burgalben zu einem Ort von Bilderhändlern, die mit Heiligenbildern und anderer naiver Kunst durch Deutschland zogen. Als dies nichts mehr einbrachte, blühte die Korbmacherei auf, sodass sogar auswärtige Korbmacher ihren Wohnsitz nach Burgalben verlegten.

### Waldfischbach-Burgalben
Im Zuge der ersten rheinland-pfälzischen Verwaltungsreform wurde am 7. Juni 1969 aus den bis dahin selbständigen Gemeinden Burgalben mit seinerzeit 2019 Einwohnern und Waldfischbach mit 4336 Einwohnern die Ortsgemeinde Waldfischbach-Burgalben neu gebildet. Drei Jahre später wurde letztere Sitz der neu geschaffenen gleichnamigen Verbandsgemeinde. Die neu geschaffene Gemeinde hatte zunächst die Postleitzahl 6757, seit 1993 lautet diese 67714.

### Einwohnerstatistik
Die Entwicklung der Einwohnerzahl von Waldfischbach-Burgalben bezogen auf das heutige Gemeindegebiet; die Werte von 1871 bis 1987 beruhen auf Volkszählungen:

Einwohnerentwicklung von Waldfischbach-Burgalben von 1815 bis 2017 nach nebenstehender Tabelle

| Jahr | Einwohner |
| ---- | --------- |
| 1815 | 760       |
| 1835 | 1.217     |
| 1871 | 1.468     |
| 1905 | 2.188     |
| 1939 | 4.535     |
| 1950 | 5.123     |
| 1961 | 6.026     |
| 1970 | 6.197     |

| Jahr | Einwohner |
| ---- | --------- |
| 1987 | 5.295     |
| 1997 | 5.383     |
| 2005 | 5.144     |
| 2007 | 5.026     |
| 2010 | 4.851     |
| 2011 | 4.888     |
| 2018 | 4.683     |
| 2019 | 4.688     |

### Konfessionsstatistik
Ende 2012 waren 42,2 % der Einwohner evangelisch und 41,0 % katholisch. Die übrige 16,8 % gehörten einer anderen Glaubensgemeinschaft an oder waren konfessionslos. Der Anteil der evangelischen und katholischen Kirchenmitglieder an der Gesamtbevölkerung ist seitdem gesunken. Mit Stand 30. April 2025 waren von den Einwohnern (mit Hauptwohnung) 31,7 % evangelisch, 31,6 % katholisch und 36,7 % gehörten einer anderen Glaubensgemeinschaft an oder waren konfessionslos.

## Politik

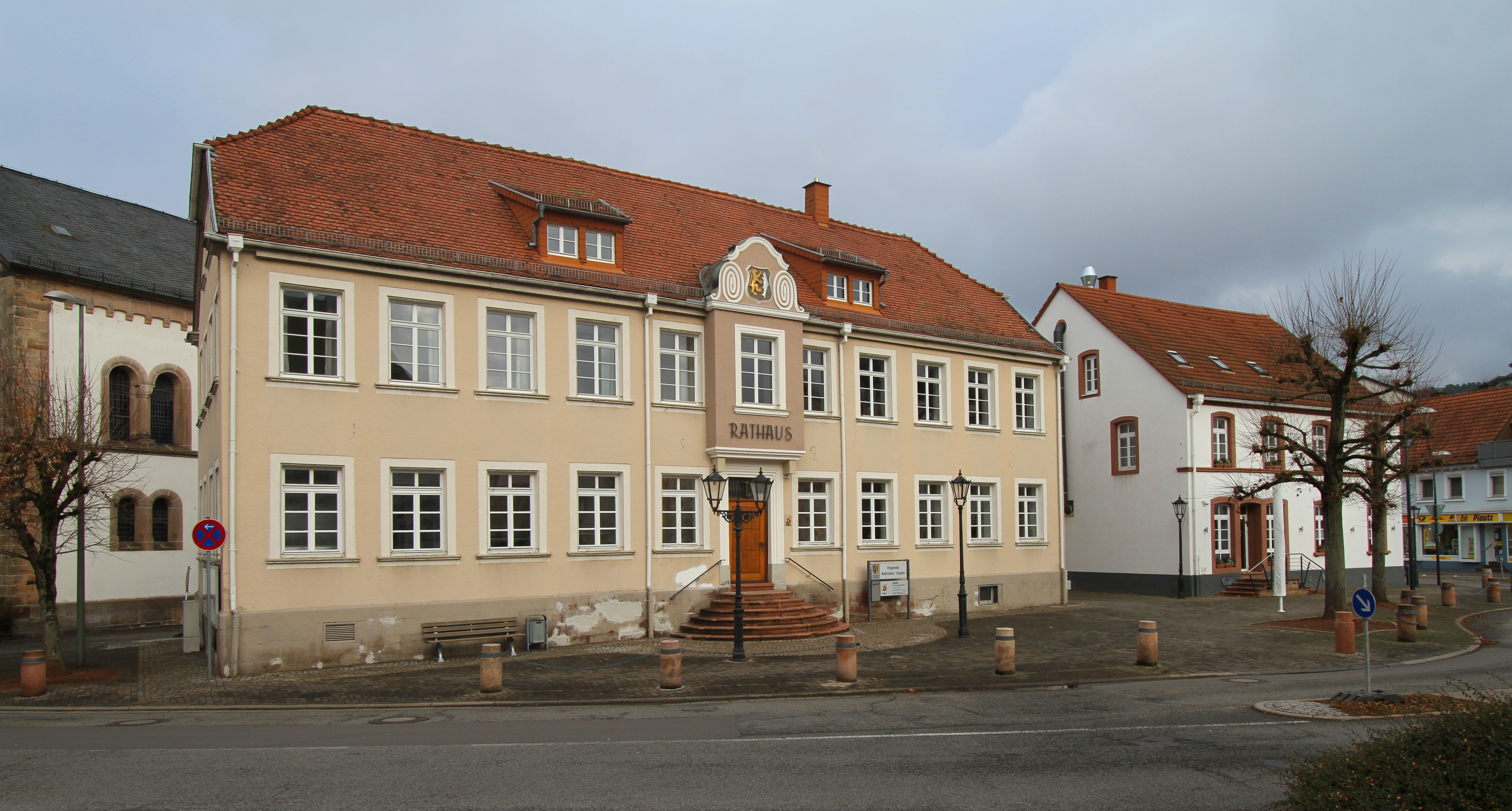
Rathaus

### Gemeinderat
Der Gemeinderat in Waldfischbach-Burgalben besteht aus 20 Ratsmitgliedern, die bei der Kommunalwahl am 9. Juni 2024 in einer personalisierten Verhältniswahl gewählt wurden, und dem ehrenamtlichen Ortsbürgermeister als Vorsitzendem. Bis 2014 gehörten dem Gemeinderat 22 Ratsmitglieder an.
Die Wahlen zum Gemeinderat erbrachten seit der Bildung der Gemeinde im Jahre 1969 folgende Ergebnisse:
| Wahl | SPD | CDU | FWG | BWB | Gesamt   |
| ---- | --- | --- | --- | --- | -------- |
| 2024 | 5   | 7   | –   | 8   | 20 Sitze |
| 2019 | 6   | 6   | 3   | 5   | 20 Sitze |
| 2014 | 6   | 7   | 3   | 4   | 20 Sitze |
| 2009 | 7   | 9   | 4   | 2   | 22 Sitze |
| 2004 | 6   | 9   | 4   | 3   | 22 Sitze |
| 1999 | 8   | 9   | 5   | –   | 22 Sitze |
| 1994 | 9   | 9   | 4   | –   | 22 Sitze |
| 1989 | 8   | 10  | 6   | –   | 22 Sitze |
| 1984 | 7   | 12  | 3   | –   | 22 Sitze |
| 1979 | 9   | 10  | 3   | –   | 22 Sitze |
| 1974 | 8   | 9   | 5   | –   | 22 Sitze |
| 1969 | 7   | 7   | 8   | –   | 22 Sitze |

- FWG = Freie Wählergruppe Waldfischbach-Burgalben e. V.
- BWB = Bürger für Waldfischbach-Burgalben e. V.

### Ortsbürgermeister
Michael Oestreicher konnte sich bei der Stichwahl am 16. Juni 2019 mit einem Stimmenanteil von 51,73 % gegen die bisherige Amtsinhaberin durchsetzen, nachdem bei der Direktwahl am 26. Mai 2019 keiner der ursprünglich drei Bewerber eine ausreichende Mehrheit erreicht hatte. Bei der Direktwahl am 9. Juni 2024 wurde er – bei einem weiteren Mitbewerber – mit 75,5 % der Stimmen für weitere fünf Jahre in seinem Amt bestätigt.
| Amtszeit  | Name                  | Partei                 |
| --------- | --------------------- | ---------------------- |
| 1969–1972 | Emil Dietrich         | WGR                    |
| 1972–1979 | Kurt Däuber           | SPD                    |
| 1979–1992 | Erich Rutz            | CDU                    |
| 1992–2004 | Fritz Sopp            | CDU                    |
| 2004–2009 | Andreas Peiser        | SPD                    |
| 2009–2014 | Sigrun Klotz-Bischoff | CDU                    |
| 2014–2019 | Anna Silvia Henne     | SPD                    |
| seit 2019 | Michael Oestreicher   | BWB, ab 2024 parteilos |

### Wappen

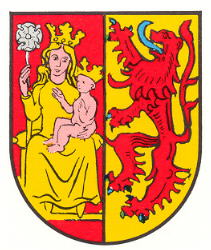
Burgalben
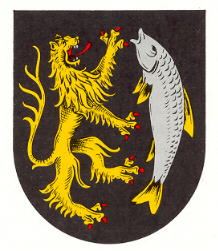
Waldfischbach

| Wappen von Waldfischbach-Burgalben | Blasonierung: „Von Schwarz und Gold gespalten, rechts ein linksgewendeter aufgerichteter silberner Fisch, links ein rotbewehrter und -bezungter roter Löwe.“                                                                      |
| Wappen von Waldfischbach-Burgalben | Wappenbegründung: Es wurde 1980 von der Bezirksregierung Neustadt genehmigt und zeigt den Löwen der Grafschaft Zweibrücken aus dem alten Wappen von Burgalben und den redenden Fisch aus dem ehemaligen Wappen von Waldfischbach. |

### Gemeindepartnerschaften
Eine Partnerschaft besteht mit der französischen Stadt Carentan im Département Manche in der Normandie.

## Kultur

### Kulturdenkmäler

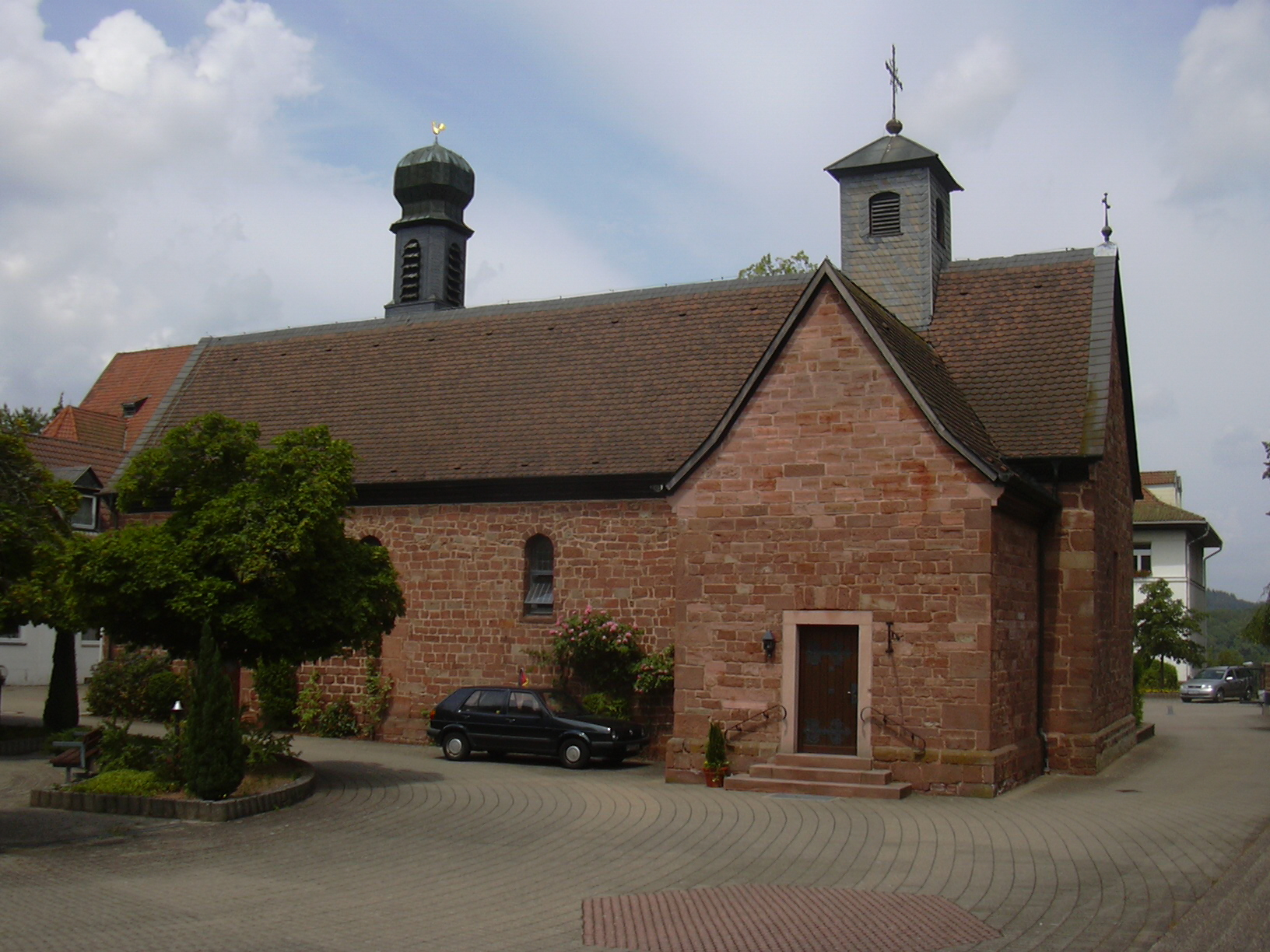
Die ursprüngliche, im Kern romanische, Wallfahrtskapelle Maria Rosenberg

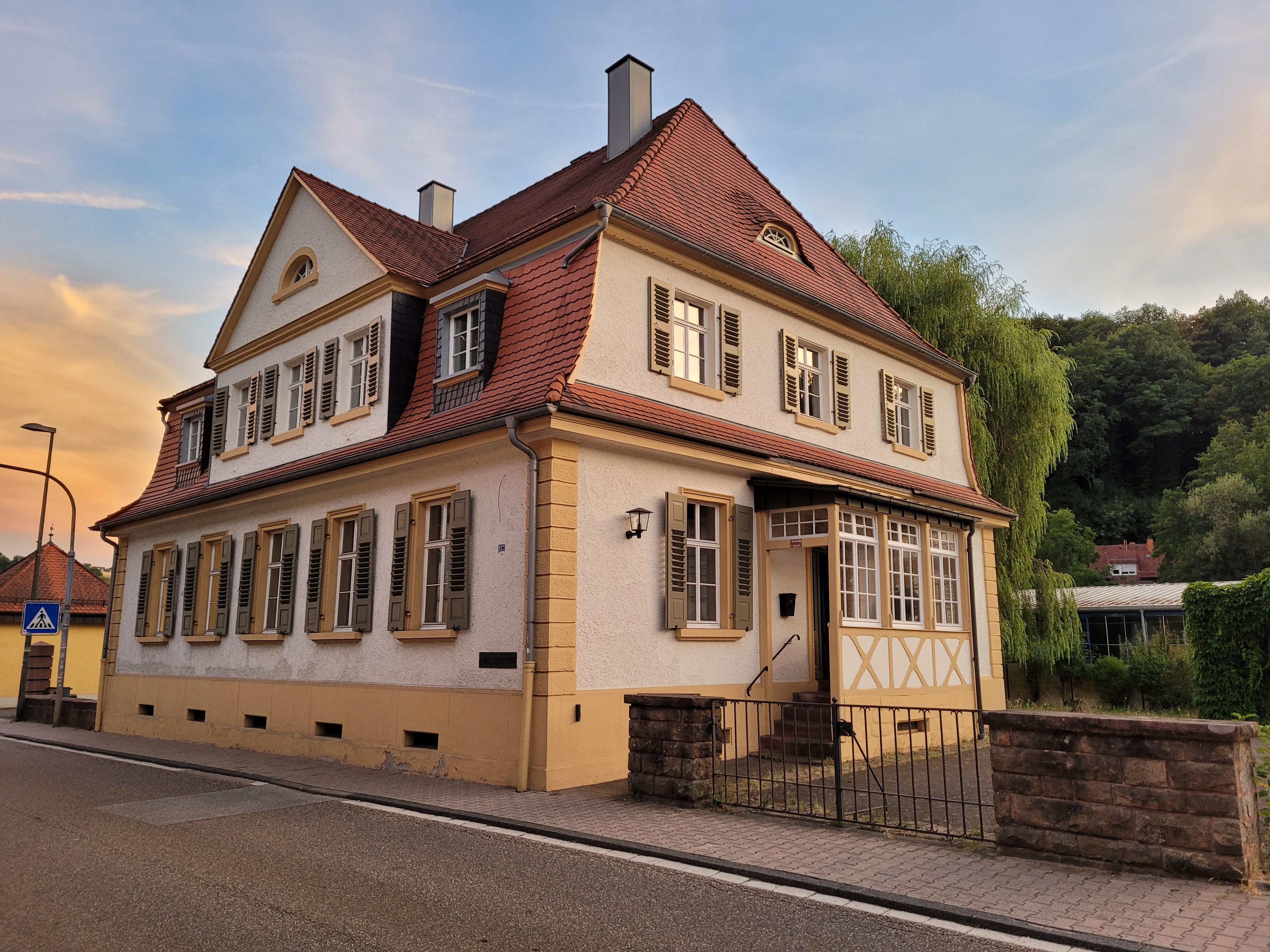
Heimatmuseum

Die Heidelsburg und der Wallfahrtsort Maria Rosenberg sind als Denkmalzonen ausgewiesen. Die Heidelsburg wurde gemäß Münzfunden vor Ort mutmaßlich vor 350 nach Christus als Verteidigungsanlage errichtet; möglicherweise geht eine ältere keltische Anlage voraus. Nach verschiedenen Funden – Inschrift und Grabplatte – handelt es sich um das älteste Indiz für Forstadministration in der Spätantike auf germanischem Boden. Von der weitgehend zerstörten Anlage sind ausschließlich Reste der Ringmauer und des Torbaus aus großen Sandsteinquadern übrig.
Die Gnadenkapelle Maria Rosenberg in Burgalben geht in ihrem Kern auf das 12. Jahrhundert zurück. Der ursprüngliche romanische Bau ist durch einen Chor aus dem 13. Jahrhundert und zwei zusätzliche Langhausachsen aus dem 15. Jahrhundert erweitert. Eine neue Wallfahrtskirche mit Stifterhaus wurde im Zeitraum von 1910 bis 1912 errichtet. Der Wallfahrtsort enthält außerdem eine Lourdesgrotte.
Hinzu kommen insgesamt 25 Einzelobjekte, die unter Denkmalschutz stehen, darunter die folgenden Bauten:
Die mittlerweile evangelische Kirche von Burgalben hat einen massiv gemauerten Turm mit angebrachter Sonnenuhr, der von dem romanischen, dem Heiligen Adelfus geweihten Bau stammt. Das Langhaus datiert von 1740.

Die beiden Kirchen von Waldfischbach stammen aus jüngerer Zeit. Die evangelische Kirche ist ein neoromanischer Saalbau, der von 1849 bis 1854 errichtet wurde. Die katholische Pfarrkirche St. Joseph ist eine dreischiffige Basilika mit Doppelturmfassade und Chorrotunde. Sie wurde von Wilhelm Schulte II. in neoromanischen Formen gestaltet.

Kirchengebäude in Waldfischbach-Burgalben
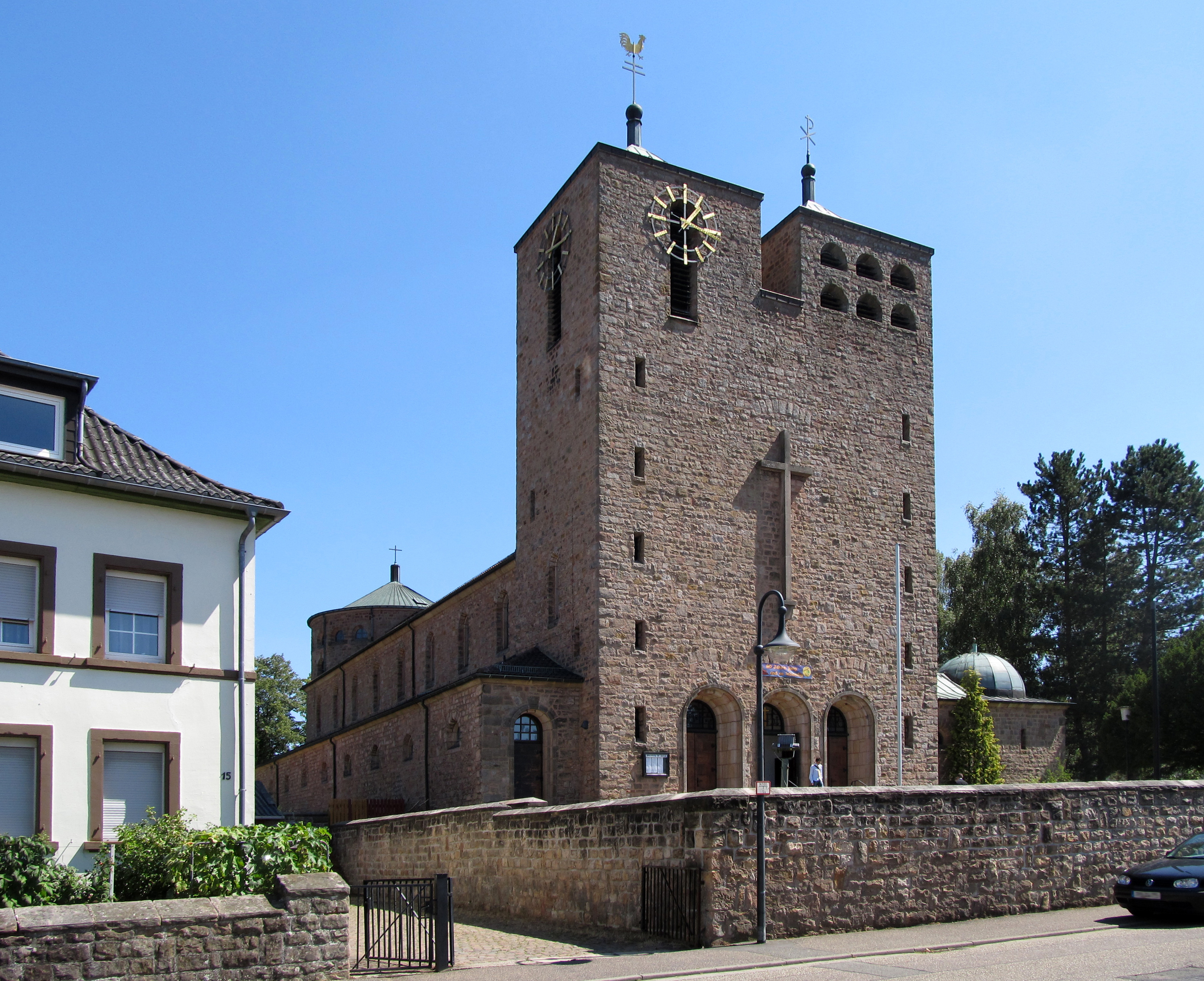
Kath. Pfarrkirche St. Joseph Waldfischbach ("Westpfalzdom")
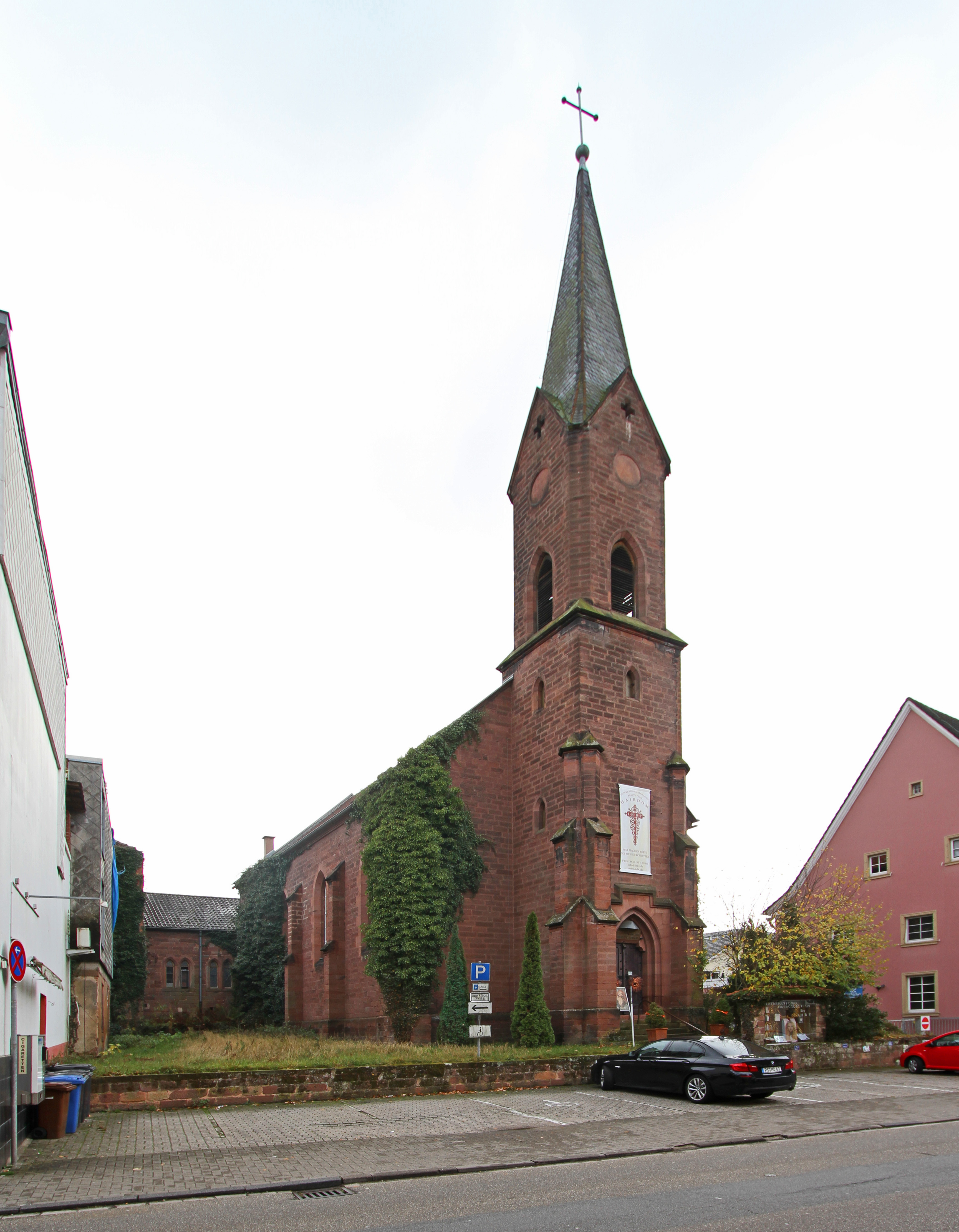
Ehem. Kath. Kirche St. Joseph Waldfischbach (heute Friseur)
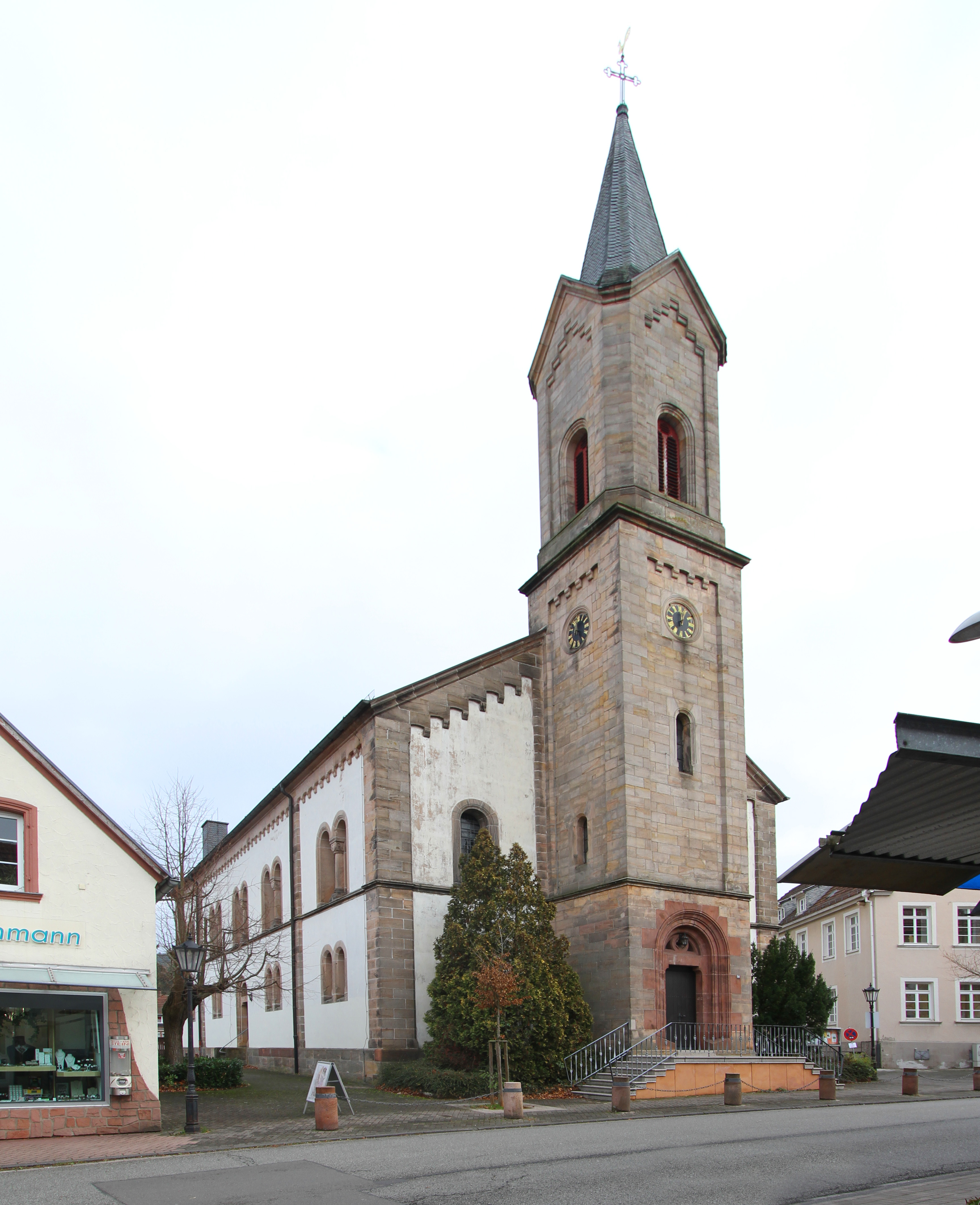
Prot. Kirche Waldfischbach
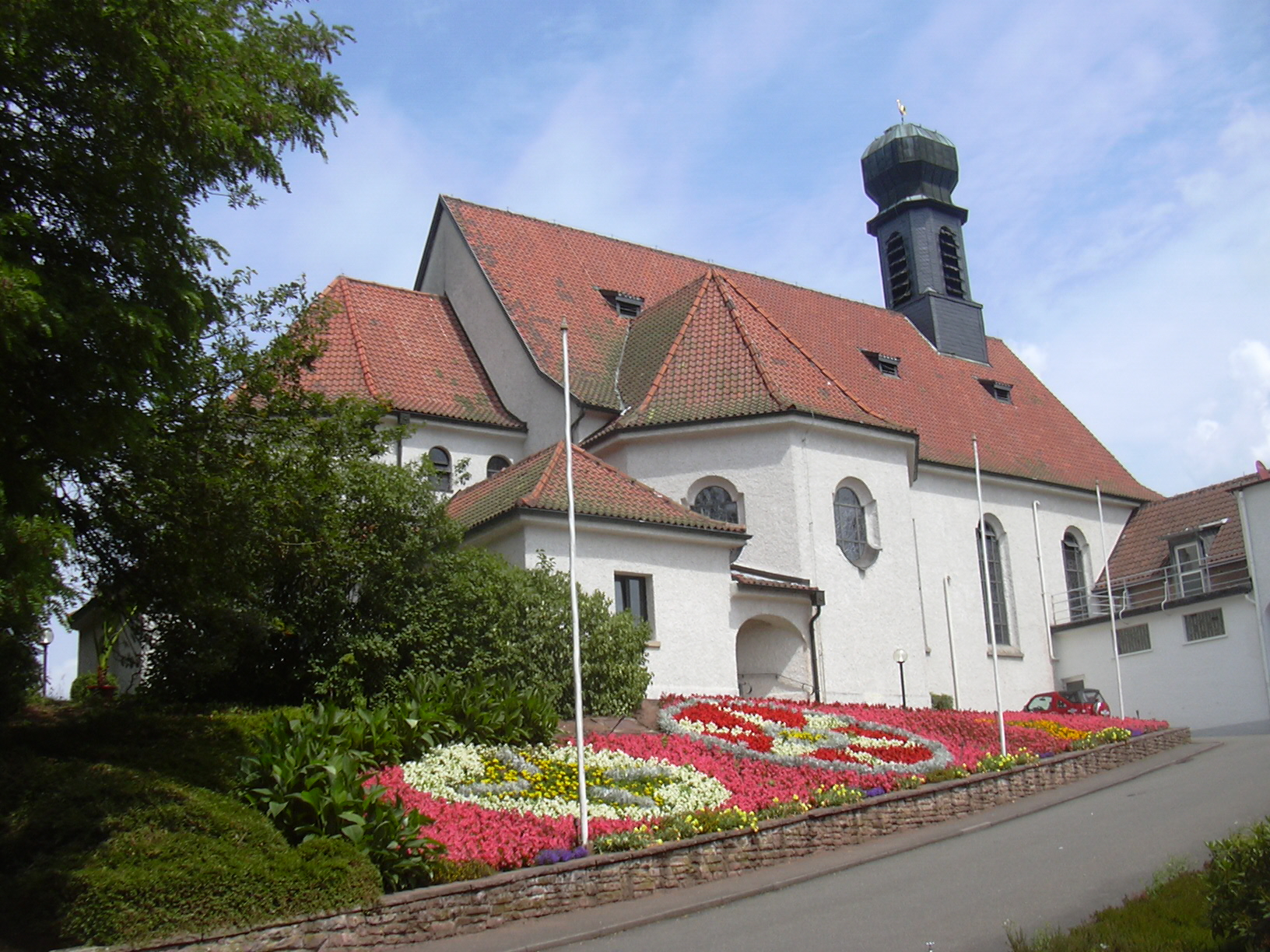
Wallfahrtskirche Maria Rosenberg Burgalben
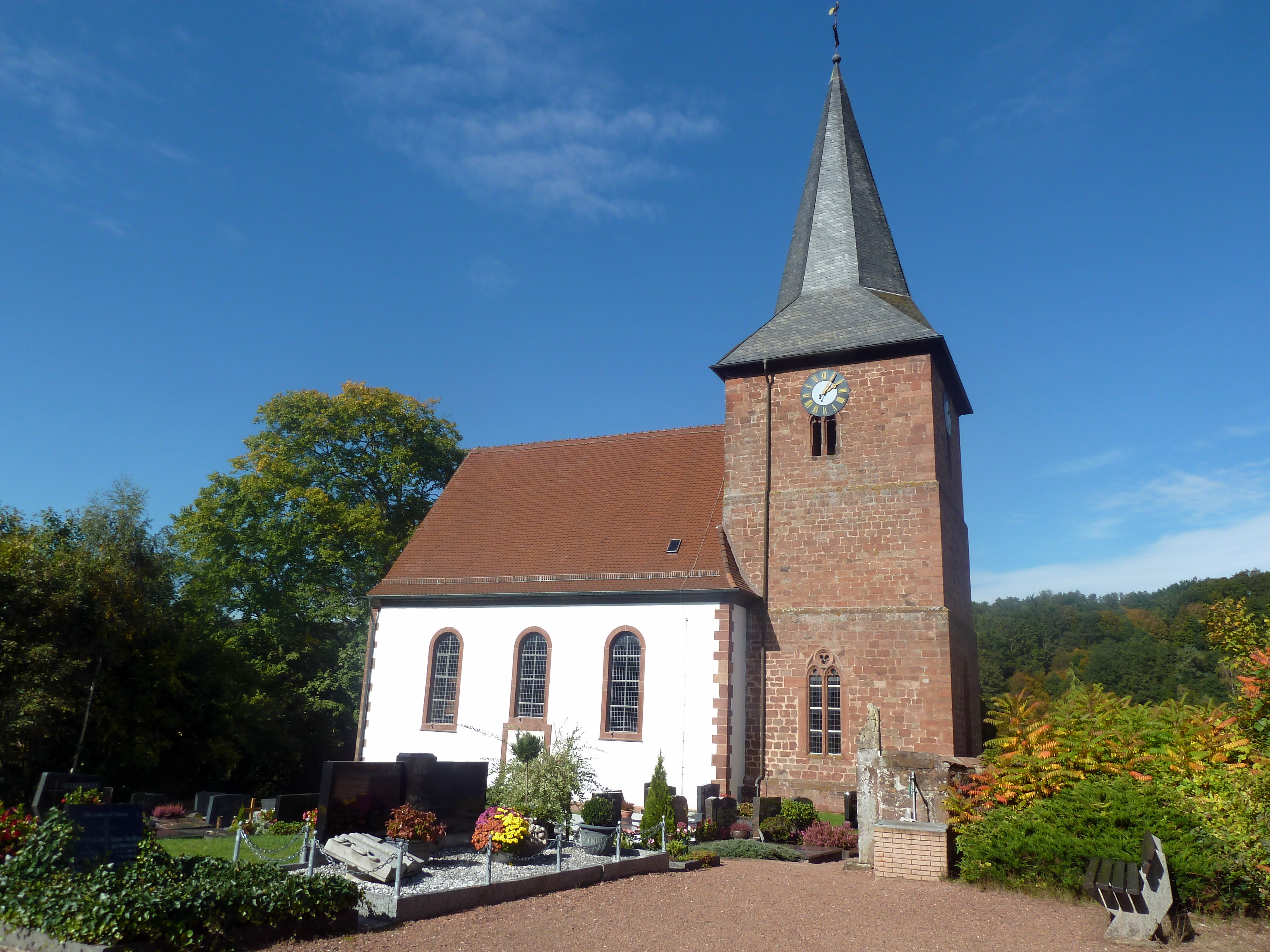
Prot. Kirche Burgalben

### Natur
Der Teil der Gemeinde östlich der Linie Schwarzbach-Moosalbe ist Bestandteil des Naturparks Pfälzerwald, der wiederum zum Biosphärenreservat Pfälzer Wald-Vosges du Nord gehört. Mit der Felsengruppe Drei Felsen, dem Gerstenfels und dem Galgenfels existieren vor Ort insgesamt drei Naturdenkmale.

### Sport
Die Fußballabteilung der SG Waldfischbach war 1952 Gründungsmitglied der Amateurliga Südwest war. Die inzwischen nicht mehr existente Handballabteilung spielte von 2000 bis 2002 in der 2. Bundesliga.

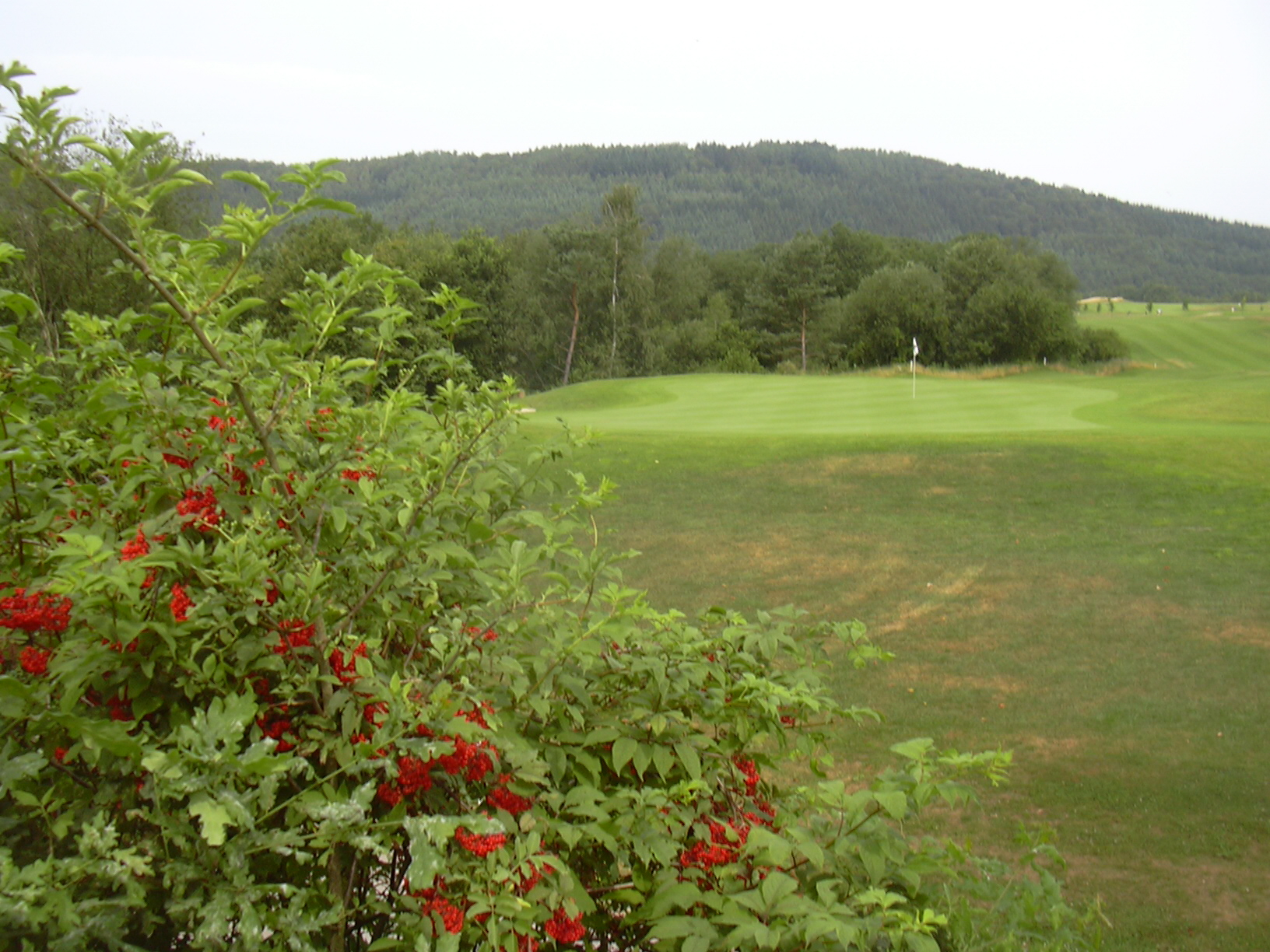
Golfplatz

Am nördlichen Rand des Ortes befindet sich ein 18-Loch-Golfplatz. Darüber hinaus existieren Tennis- und Reitanlagen sowie ein Hallenbad.

### Veranstaltungen
Der Eurochoir trat 1999 in Waldfischbach auf. Das Esperantotreffen Printempa Semajno Internacia fand 2011 vor Ort statt; es nahmen 171 Personen aus 19 Ländern teil.

## Infrastruktur

### Wirtschaft
Auf der Gemarkung der Gemeinde befindet sich seit 2007 der Windpark Waldfischbach-Burgalben.

### Verkehr

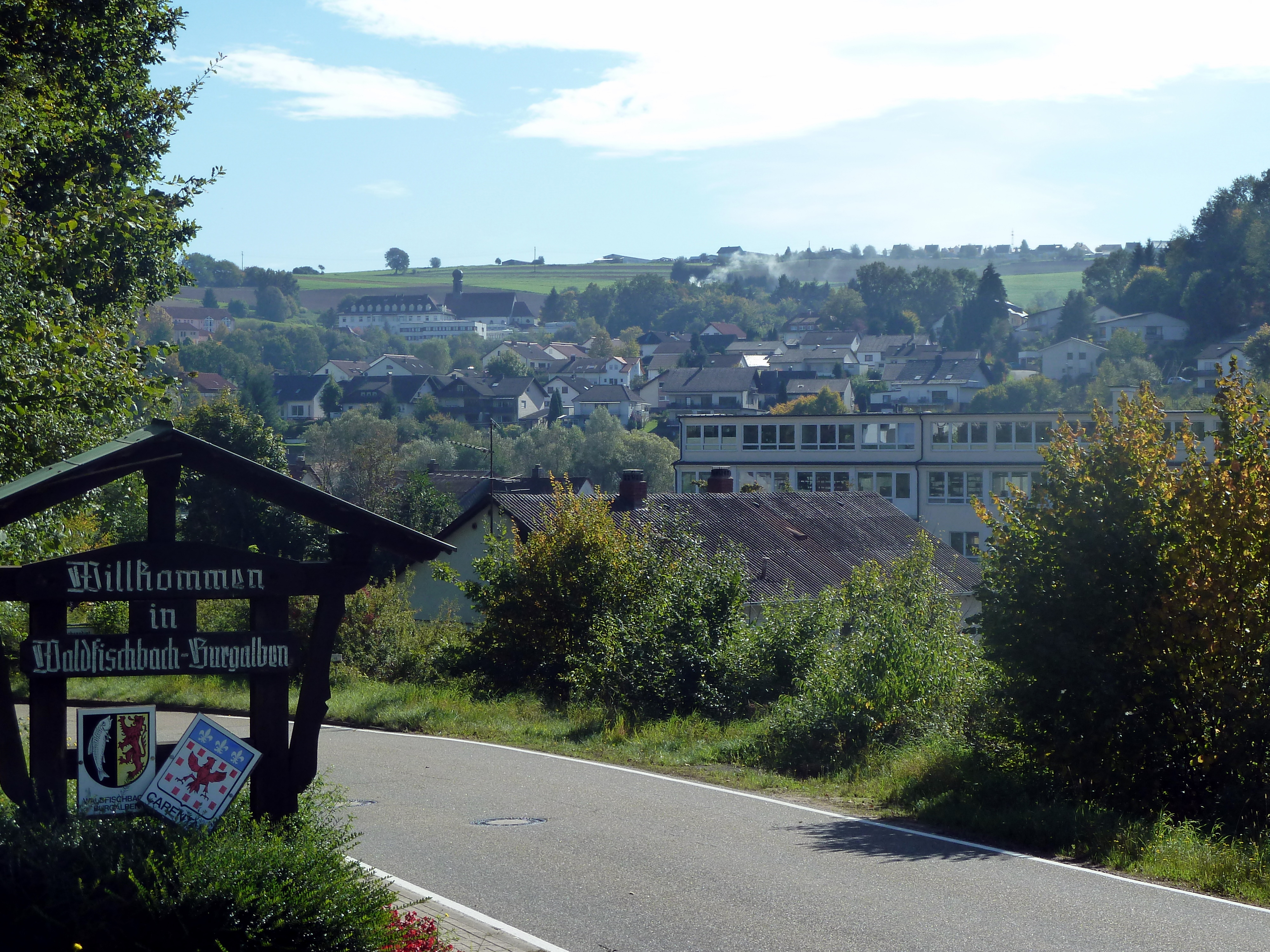
Kreisstraße 24 am Ortseingang von Burgalben

Waldfischbach-Burgalben ist über die Bundesstraße 270, die von Idar-Oberstein über Kaiserslautern bis Pirmasens verläuft, an das überregionale Straßennetz angebunden. Durch die Gemeinde verlaufen die Landesstraßen 498,  499 und  501 sowie die Kreisstraßen 24 und 32; letztere führt nach Leimen.
Die Biebermühlbahn Kaiserslautern–Pirmasens schließt das Gemeindegebiet seit 1904 an das Schienennetz an. Zunächst bildete der Bahnhof Waldfischbach den nördlichen Endpunkt, ehe die Strecke neun Jahre später bis nach Kaiserslautern durchgebunden wurde. Der Haltepunkt Burgalben wurde in den 1980er Jahren mangels Rentabilität aufgegeben.

### Behörden
Als Sitz der gleichnamigen Verbandsgemeinde beherbergt Waldfischbach-Burgalben deren Verwaltung. Vor Ort existiert außerdem die Polizeiinspektion Waldfischbach-Burgalben, die dem Polizeipräsidium Westpfalz untersteht.

### Tourismus
Durch die Gemeinde verlaufen mit der Pfälzerwald-Tour, die von Kaiserslautern bis nach Hinterweidenthal führt, und der von Johanniskreuz bis zur saarländischen Landesgrenze verlaufenden Südwestpfalz-Tour zwei Radwege. Zudem ist sie der Startpunkt zur Tour 2 – 48 Kilometer, 833 Höhenmeter – des Mountainbikepark Pfälzerwald.

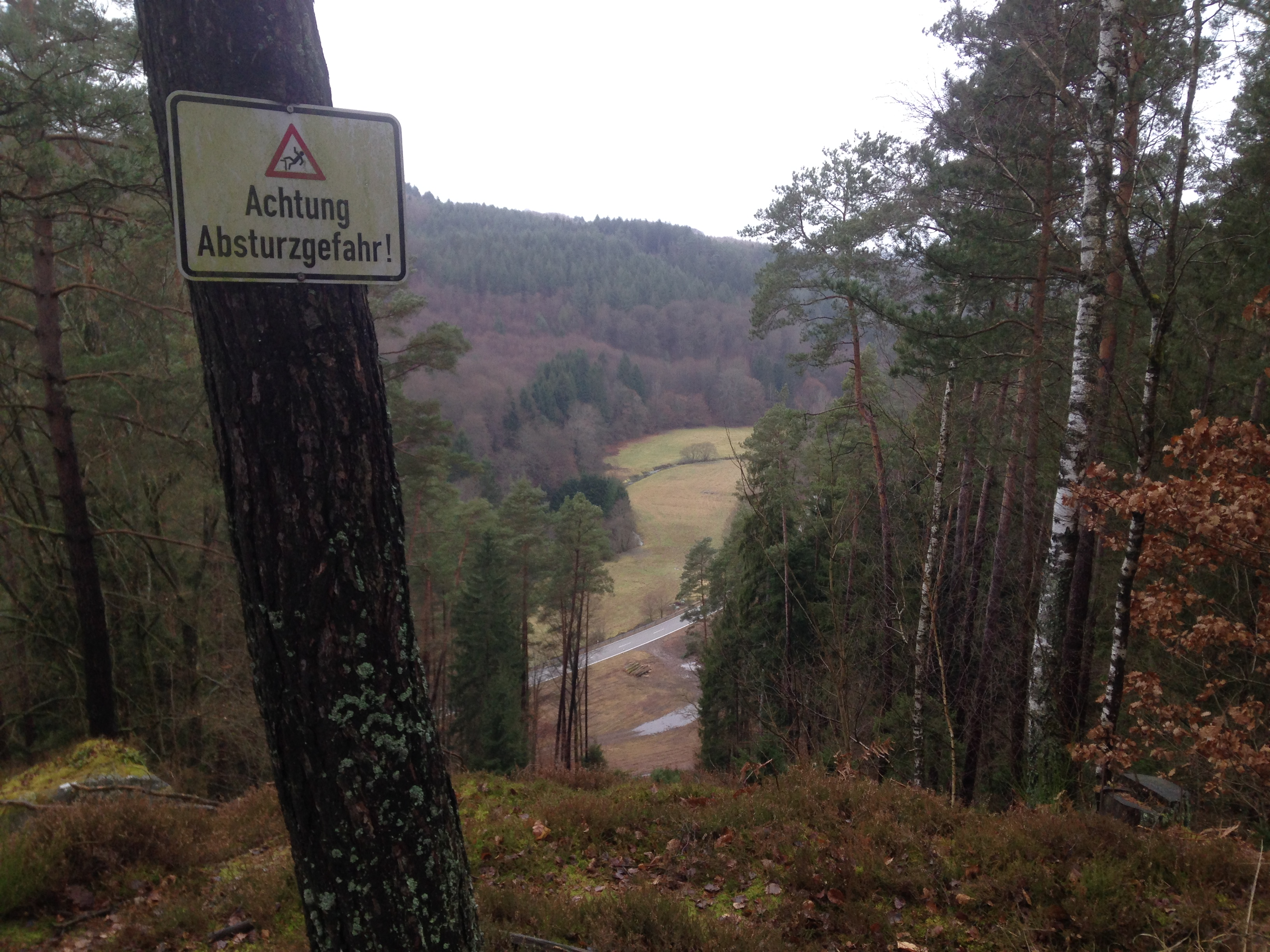
Wanderweg im Bereich von Waldfischbach-Burgalben

Durch Waldfischbach-Burgalben verläuft mit dem von Kaiserslautern bis nach Schweigen-Rechtenbach führenden Pfälzer Waldpfad ein sogenannter Prädikatswanderweg, zudem liegt die Gemeinde am mit einem gelben Kreuz markierten Fernwanderweg Saar-Rhein-Main. Darüber hinaus führen durch das Gemeindegebiet die Route eines Wanderwegs, der mit einem grün-gelben Balken markiert ist und der von Kirchheimbolanden bis nach Hirschthal verläuft, und ein mit einem gelb-roten Balken gekennzeichneter Weg von der Burg Lichtenberg bis nach Wachenheim.
Auf der Gemarkung der Ortsgemeinde befinden sich mehrere lokale markierte Wanderwege, die zwischen zehn und 15 Kilometer lang sind und die Wälder, Täler, Buntsandstein-Felsgruppen und andere Naturdenkmäler rund um Waldfischbach-Burgalben sowie ehemalige Mühlen und Nachbargemeinden einbinden. Sie führen beispielsweise ins Schwarzbachtal, zum Galgenberg und zur Heidelsburg, ins Klappertal und zur Moschelmühle.
Zudem verläuft die Deutsche Schuhstraße durch die Gemeinde.

### Schulen
Die Ortsgemeinde ist Sitz der Daniel Theysohn IGS Waldfischbach-Burgalben, der Volkshochschule Waldfischbach-Burgalben, der Grundschule Waldfischbach-Burgalben, der Jakob-Reeb-Schule und einer Außenstelle der Herman-Nohl-Schule; bei letzteren handelt es sich um  Förderschulen mit dem Schwerpunkt „sozial-emotionale Entwicklung“.

## Persönlichkeiten

### Ehrenbürger
- Karl Foltz (1865–1961), ernannt 1949, war Prälat und langjähriger kath. Ortspfarrer. Er stiftete und erbaute die Pfarrkirche St. Joseph; nach ihm ist die „Prälat-Foltz-Straße“ benannt.

### Söhne und Töchter der Gemeinde
- Eugen Bindewald (1846–1922), Ingenieur und von 1875 bis 1913 Stadtplaner von Kaiserslautern
- Albert Zapf (1870–1940), deutscher Politiker und Industrieller, Mitglied des Reichstages und Vorsitzender des Aufsichtsrats der Südzucker AG
- Friedrich Wenner (1876–1955), Verwaltungsjurist
- Albert Zwick (1890–1958), deutscher Statistiker und Staatswissenschaftler
- Hermann Zwecker (1905–1987), Arzt und Standesfunktionär
- Gerd Hornberger (1910–1988), Leichtathlet
- Günter Stucky (* 1947), Leichtathlet

### Persönlichkeiten, die in der Gemeinde wirkten
- Isidor Markus Emanuel (1905–1991), von  1953 bis 1968 Bischof von Speyer, starb vor Ort
- Josef Becker (1905–1996), Politiker (CDU), starb in Waldfischbach-Burgalben
- Theodor Nauerz (1909–2007), Priester der Diözese Speyer und Verfolgter des NS-Regimes, starb vor Ort
- Willi Bißbort (1910–1990), Politiker (FDP), starb in Waldfischbach-Burgalben
- Ruth Bachrodt (1913–1997), Wohltäterin, unterstützte vor Ort Jugendliche bei ihrer Ausbildung
- Thomas Stumm, Professor an der Hochschule Kaiserslautern, seit 2010 Träger des Verdienstordens des Landes Rheinland-Pfalz, wohnt vor Ort
- Gerald Kretzschmar (* 1971), Theologe, von 2005 bis 2015 evangelischer Pfarrer in Waldfischbach-Burgalben